# Qal'at al-Bahrein
Qal'at al-Bahrein is een tell, een kunstmatige heuvel gevormd door opeenvolgende lagen van menselijke bewoning, in Bahrein. De heuvel is ongeveer 300 bij 600 m groot.
De verschillende lagen van menselijke bewoning gaan terug tot 2300 v.Chr. en in de zestiende eeuw werd de tell weer verlaten.
De plek was de hoofdstad van de Dilmunbeschaving. In de zestiende eeuw bouwden de Portugezen er een fort, waaraan de plek haar naam te danken heeft (qal'at betekent fort)
In 2005 werd de tell tot werelderfgoed verklaard door UNESCO.
Qal'at al-Bahrein - de oude haven en hoofdstad van Dilmun ·
Parelvisserij, getuigenis van een eilandeconomie ·
Grafheuvels van de Dilmuncultuur
- Gemeinsame Normdatei: 4417123-7
- Virtual International Authority File: 315140653